# Софія Тюринзька
Софія Тюринзька (нім. Sophie von Thüringen; 20 березня 1224 — 29 травня 1275) — Тюринзька принцеса, княгиня Гессена, герцогиня Брабанту й Лотирингії. Засновниця Гессенського ландграфства  і його правителька з 1264 року. Родоначальница Гессенського дому.

## Біографія
Народилася в замку Вартбург в Тюрингії 20 березня 1224 року.
Софія була старшою донькою і другою дитиною ландграфа Тюрингії Людвіга IV і його дружини принцеси святої Єлизавети.
Коли Софії було три роки, її батько вступив до Шостого хрестового походу і несподівано помер від хвороби, яка перебігала з гарячкою, на шляху до Святої Землі. Після загибелі Людвіга в хрестовому поході (1227 рік) його володіння захопив брат — Генріх IV Распе, який оголосив себе регентом п'ятирічного Германа II — старшого брата Софії. Її матері Єлизаветі з дітьми довелося виїхати в Марбургу.
Вони були поміщені в замок Боленштейн, під наглядом їхнього дядька Егберта, єпископа Бамберга. Коли Софії було сім років, її мати померла. Після смерті Єлизавети, 1231 року, Генріх Распе взяв під контроль всю Тюрингію, ставши де-факто її правителем. Брат Софії юний ландграф Герман ІІ помер 1241 року в 18-річному віці, ніколи не правивши. Генріх Распе продовжував утримувати Тюрингію і привласнив ландграфскій титул.
1241 року, в 17-річному віці Софія вийшла заміж за Генріха II, герцога Брабанту і Нижньої Лотарингії (у Генріха ІІ від першого шлюбу було шестеро дітей). Хоча вона й була його другою дружиною, проте стала першою і єдиною герцогинею Брабанту і Лотарингії, оскільки перша дружина Генріха ІІ Марія Гогенштауфен померла за шість місяців до того, як він змінив свого батька на троні.
Коли дядько Софії, Генріх Распе, помер без прямих нащадків-спадкоємців 1247 року, розпочалась т.з. Війна за Тюринзьку спадщину.
Софія вступила в суперечку з приводу спадкоємства територій Тюрингії і Гессена з її двоюрідним братом Генріхом III, маркграфом Мейсена і архієпископом Майнцу, який стверджував, що ці території є підвладними архієпископу. Ця суперечка призвела до війни, яка тривала 17 років.
Софія, яку підтримали гессенські князі, домоглася часткової перемоги 1264 року, коли вона, разом зі своїм сином Генріхом — першим правителем по праву своєї матері стали володарями Гессену; тоді як її двоюрідний брат, Генріх ІІІ, отримав Тюрингію. Підсумком цієї війни стала поява Гессену як незалежного князівства.
Софія правила як енергійна й самостійна володарка. Підписувала свої листи і грамоти як: «Ми, Софія, герцогиня Брабанту, дочка Святої Єлизавети». Є засновницею Брабантської династії Гессен.
Після смерті чоловіка (1248 р.) Софія мешкала в замку, розташованому на берегу річки Дейле в селі Сент-Агата-Роде, Брабант.
Померла 29 травня 1275 року в Марбурзі і була похована в абатстві Вільерс в Брабанті. На площі перед міською ратушею в Марбурзі є статуя, що зображує Софію та її малого сина Генріха.

## Родина
Чоловік — Генріх ІІ, герцог Брабантський
Діти:
- Елізабет Брабантська (1243—1261) — одружилася з Альбертом I, герцогом Брауншвейг-Люнебурзьким; дітей не мали.
- Генріх I Дитина (1244—1308) — князь Гессена.